# بريدابيو
بريدابيو (بالإيطالية: Predappio)‏ هي بلدية في مقاطعة فورلي تشيزينا في إقليم إميليا رومانيا الإيطالي.

## السكان
في سنة 1861 بلغ عدد السكان 4٬466 نسمة، وتطور العدد ليصل في سنة 2011 لـ 6٬519 نسمة.
يظهر هذا المخطط البياني تطور النمو السكاني لـ بريدابيو

## أعلام
- بينيتو موسوليني
- رومانو موسوليني